# Kevin Medel
Kevin Felipe Medel Soto (Santiago, 24 maggio 1996) è un calciatore cileno, centrocampista dell'Universidad Catolica.